# Markus Solbakken
Markus Solbakken (Hamar, 25 juli 2000) is een Noors voetballer die sinds januari 2025 speelt voor Pisa SC. Hij is een zoon van voormalig voetballer en voetbaltrainer Ståle Solbakken.

## Clubcarrière
Markus Solbakken is afkomstig uit de jeugdopleiding van HamKam en brak bij die club in 2016 door. Hij speelde in totaal meer dan honderd wedstrijden voor hij de overstap maakte naar Stabæk. Bij deze club maakte Solbakken zijn debuut op het hoogste niveau in Noorwegen. Door de degradatie van de club naar het tweede niveau maakte hij na een jaar al een transfer naar Viking FK.
Op 9 januari 2024 maakte Solbakken de overstap naar Sparta Praag. Een jaar later maakte hij op huurbasis de overstap naar Pisa SC. De Italiaanse club bedong een optie tot koop in het huurcontract.

## Internationale carrière
Solbakken vertegenwoorde Noorwegen op verscheidene jeugdniveaus. Zijn vader Ståle Solbakken riep hem voor het eerst op voor het nationale elftal in 2023 en hij maakte zijn debuut in het elftal in de wedstrijd tegen Jordanië op 12 september van dat jaar.